# 中國工商銀行（印度尼西亞）
中國工商銀行（印度尼西亞）有限公司 英語：），简称工銀印尼，是印度尼西亞的一家银行，前身為哈利姆銀行（PT Bank Halim），現为工商银行集团成员。工銀印尼在印度尼西亞有16家分行。分行主要覆盖雅加達达、泗水、 棉蘭和萬隆等印尼主要城市。

## 歷史

### 早期沿革
1970 年 5 月 15 日，最早的前身PT Bankit成立，總部在泗水。
1974 年，更名為 PT Bank Pasar Sumber Dana。
1980 年代，PT Bank Pasar Sumber Dana被印尼著名華人富豪，鹽倉集團的蔡雲輝家族收購。
1989 年 6 月 20 日昇格為商業銀行，並更名為哈利姆銀行(Bank Halim Indonesia)，由蔡雲輝的大兒子蔡道行（Rachman Halim）經營。
1995年，成爲外匯銀行。
亞洲金融風暴后，PT Intidana Wijaya 和 Kentjana Widjaja 成爲主要股東，蔡雲輝家族淡出經營。
2006 年，哈利姆銀行的資產為 5010 億印尼盾，資本為 200 億印尼盾，是一家小型銀行。由於股東無法符合當時即將實行的“印尼銀行架構”規定。須出讓所持股權。

### 工銀收購
2005年左右，中國工商銀行意欲深度參與印尼在内的東南亞金融市場，但印尼央行對外資機構直接開設子行門檻過高，加之工銀當時國際化剛起步，對印尼情況瞭解不多，決定以收購形式打入印尼市場。經過調查評估后，2005年4月，選擇與哈利姆銀行主要股東進行談判。并於2006年12月30日簽訂收購協議，工銀以2200萬美元的價格收90%哈利姆銀行股份。這是工商銀行乃至中國銀行業首次跨國并購。
2007年9月28日，哈利姆銀行更名為工銀印尼，其總部從泗水遷至雅加達。

### 近年發展
2022年10月29日，工銀印尼與銀聯國際合作推出銀聯三幣借記卡，内有美元賬戶，人民幣賬戶和印尼盾賬戶。